# Sudden Sky
Sudden Sky è il quarto album in studio del gruppo musicale statunitense Crown the Empire, pubblicato nel 2019.

## Tracce
1. (X) – 1:20
2. 20/20 – 4:01
3. What I Am – 3:16
4. Blurry (Out of Place) – 3:20
5. Red Pills – 3:46
6. MZRY – 4:04
7. Under the Skin – 3:08
8. SEQU3NCE – 3:18
9. March of the Ignorant – 3:36
10. Sudden Sky – 4:20

## Formazione
- Andrew Rockhold – voce, tastiera, programmazioni
- Brandon Hoover – chitarra
- Hayden Tree – basso, voce
- Brent Taddie – batteria, percussioni